# Боја
Боје видљиве људском оку
| Боја       | Распон таласних дужина | Фреквенцијски распон |
| ---------- | ---------------------- | -------------------- |
| црвена     | ~ 625 – 740 nm           | ~ 480 – 405 THz         |
| наранџаста | ~ 590 – 625 nm           | ~ 510 – 480 THz         |
| жута       | ~ 565 – 590 nm           | ~ 530 – 510 THz         |
| зелена     | ~ 500 – 565 nm           | ~ 600 – 530 THz         |
| цијан      | ~ 485 – 500 nm           | ~ 620 – 600 THz         |
| плава      | ~ 440 – 485 nm           | ~ 680 – 620 THz         |
| љубичаста  | ~ 380 – 440 nm           | ~ 790 – 680 THz         |

Боја је појам који се односи на одређени светлосни осећај физичке особине светлости, чија кретања региструје визуелни апарат (око и део мозга задужен за интерпретацију података), а која долази из неког извора или се одбија са површине неке материје. Зраци светлости су електромагнетна кретања тачно одређених таласних дужина. Људско око региструје све оне који се налазе у опсегу између 3600 и 7800 ангстрема. Део осталих светлосних кретања се може осетити помоћу других чулних органа.
| Боја                  | {\displaystyle \lambda \,\!} (nm) | {\displaystyle \nu \,\!} (THz) | {\displaystyle \nu _{b}\,\!} (μm−1) | {\displaystyle E\,\!} (eV) | {\displaystyle E\,\!} (kJ mol−1) |
| --------------------- | --------------------------------- | ------------------------------ | ----------------------------------- | -------------------------- | -------------------------------- |
| Инфрацрвена           | >1000                             | <300                           | <1.00                               | <1.24                      | <120                             |
| Црвена                | 700                               | 428                            | 1.43                                | 1.77                       | 171                              |
| Наранџаста            | 620                               | 484                            | 1.61                                | 2.00                       | 193                              |
| Жута                  | 580                               | 517                            | 1.72                                | 2.14                       | 206                              |
| Зелена                | 530                               | 566                            | 1.89                                | 2.34                       | 226                              |
| Плава                 | 470                               | 638                            | 2.13                                | 2.64                       | 254                              |
| Љубичаста             | 420                               | 714                            | 2.38                                | 2.95                       | 285                              |
| Блиска ултраљубичаста | 300                               | 1000                           | 3.33                                | 4.15                       | 400                              |
| Далека ултраљубичаста | <200                              | >1500                          | >5.00                               | >6.20                      | >598                             |

Када кретање на одређеној таласној дужини дође до људског ока, оно изазива одређен надражај који има за резултат перцепцију боје: жуте, плаве, црвене, итд. Ако у око доспе сноп кретања свих таласних дужина тада се региструје бела боја. Ако нека материја одбија зраке светлости свих таласних дужина, тада се та материја види као бела. Супротно томе је када одређена материја упија све зраке, односно не одбија ни једну таласну дужину, онда се та материју види као црна. Између те две границе налази се цео спектар боја.
Када се пусти да бела сунчева светлост падне на стаклену призму, она се ломи под различитим угловима, разлажући се на саставне делове, који излазе на другој страни призме у облику шарене траке боја. Тај ефекат се назива сунчев спектар боја. У сунчевом спектру се могу јасно видети девет боја са посебним прелазима. Тих девет боја чине: црвена, наранџаста, жута, жутозелена, зелена, зеленоплава, плава, индиго и љубичаста. Те боје такође се могу видети после кише, када се сунчеви зраци ломе кроз кишне капи разлажући се на спектар боја (дуга). Људско око разликује 160 нијанси боја сунчевог спектра. Ово не представља укупан број боја које људско око може да разазна. Нормално људско око разликује око десет милиона боја.
Боја се, такође, односи на прашкасту материју или пигмент, који има својство да обоји неку површину. Пигменти, у склопу са везивним средствима, се користе као средство за бојење и њиховим међусобним мешањем се могу добити све боје.
Проблематиком боја су се током историје људске цивилизације бавили многи угледни и учени људи међу којима се нарочито истакао њемачки физичар Вилхелм Оствалд, који је и први направио данас опште прихваћену подјелу боја према хроматским својствима.

## Објашњење
Боја је чулни доживљај који настаје када светлост карактеристичног спектра побуди рецепторе у мрежњачи ока. Боју се такође приписује површинама објеката, материјалима, светлосним изворима, итд. зависно од њихових својстава апсорпције, рефлексије или емисије светлосног спектра.
У видном спектру, зависно од скупа боја које људско око може распознати, долазе редом црвена, наранџаста, жута, зелена, плава, љубичаста. Због тога је и назив за подручје у спектру електромагнетних таласа учесталости (фреквенције) испод светлосног таласа који одговара црвеној боји инфрацрвено зрачење, а изнад учесталости таласа за љубичасту боју ултраљубичасто зрачење. Људско око не запажа то зрачење (тада се види друга боју која је у позадини), али га запажају видни органи неких животиња, на пример пчела. Спектар боја се може видети ако се сноп беле светлости усмери на оптичку призму, чиме долази до њеног расипања (дисперзије). Инфрацрвено зрачење се може запазити на други начин: ако се на његовом путу у расутом спектру нађе термометар, температура бива повишена - људски организам доживљава то зрачење као топлоту.
Традиционална подела боја у уметности је на основне и сложене. Три основне боје су: црвена, жута и плава. Основне се не могу добити мешањем других боја. Оне се зову и примарне боје. Три сложене боје добијају се мешањем основних боја: црвена + жута = наранџаста, плава + жута = зелена и плава + црвена = љубичаста. Те боје се називају и секундарне. Терцијарне боје добијају се мешањем примарних и секундарних (на пример плавозелена, жутозелена и друге).
Друга подела боја је на топле (црвена, жута, наранџаста) и хладне (плава, љубичаста, зелена). Тако су подељене зато што се у природи могу приметити уз одређена топлотна стања (црвено – ватра, плаво – море). У неутралне боје спадају смеђа, кафена и слично.
Комплементарне боје су две боје од које једне нема ни мало у другој боји. Оне се налазе на супротним странама Оствалдовог круга боја. То су: наранџаста и плава (зато што наранџаста настаје мешањем црвене и жуте, тј. у себи нема нимало плаве боје), љубичаста и жута, црвена и зелена.
Дугине боје обухватају спектар шест боја (примарне и секундарне) које се могу видети пропуштањем зрака светлости кроз тространу кристалну призму.
Наука која се бави проучавањем боја зове се оптика.
У другим делатностима системи боја се се одређују на темељу практичних и технолошких разлога. Код адитивног мешања боја које се користи у телевизији и рачунарству највећи распон приказа боја добија се када су примарне боје црвена, зелена и плава. Код суптрактивног мешања боја које се користи у фотографији и штампарству примарне су боје цијан, магента и жута, при чему се у штампарству ради постизања већег контраста додаје још и пигмент црне боје.

### Симболично значење боја
Боје су увек имале и велику симболичку вредност. На пример златна боја (посебно у хришћанском сликарству) представља исијавање духа и светости, док је љубичаста (пурпурна или порфирна) владарска боја. Римски цареви који су наследили титулу добијали додатак Porfirogent (рођен у порфиру) због ретког љубичастог камена – порфира који су цареви довозили из далеког Египта.
Симболичка вредност боје мења се зависно од окружења. Црвено је, на пример, боја љубави, али у политичком животу она означава комунизам. Зелена је боја наде, али уједно и ислама, и покрета за заштиту природе – зелених. У европском културном кругу црно је боја жалости и покоре, међутим на далеком истоку, нпр. у Индији, то је бела боја. Остале боје су исто тако симболичне: жута је боја жидовства, али и Ватикана; црна је боја фашизма и терора уопште; ружичаста означава оптимизам, љубичаста љубомору, итд.
У новом веку боје су најважнији чиниоци државних застава. Бојом су означени и спортски клубови. Боја је често одредница неког града (у Лондону црвени аутобуси и тргови...). Боје су и саставни делови заштитних знакова појединих производа (црвена подлога за бела слова – Кока-кола, љубичаста Милка, итд.).
Црвена - љубав, страст, радост, тамноцрвена - враг, револуционарна боја свих застава.
Плава - аристокрација, истина, верност, племенитост.
Зелена - мир (маслинова грана, ловоров вијенац), нада, бесмртност (евергрин).
Жута - ум, памет, светло, разум.
Љубичаста - чаробњаштво, покора, стрпљење, уметност.
Наранџаста - плодност, сјај, богатство.
Ружичаста - слаткоћа, срамежљивост, њежност, девојаштво.
Гримизна - част, краљевство, кардиналска боја, достојанство, богатство, узвишеност.
Бела - чистоћа, мир.
Црна - туга, болест, смрт, несрећа, терор.

### Психолошко деловање боја
Свака боја има одређено психолошко деловање, то јест изазива разне осећаје. Ово су примери неких боја и њихових деловања:
Црвена - снажно, раздражујуће деловање, поправља расположење, убрзава пулс, дисање и мишићну напетост.
Жута - делује подстицајно, изазива радост и весеље, и представља наду. Велике је видљивости и употребљава се у промету.
Наранџаста - делује свечано, весело, изазива осећај здравља, животне радости.
Зелена - одмара, делује благо, ствара унутрашњи мир, одмара вид.
Плава - делује смирујуће, супротно од црвене, пасивно, хладно, потиче концентрацију и умирује.
Љубичаста - делује мистично, тајанствено, очаравајуће и пригушује страсти.
Бела - умара.

### Просторно деловање боја
У људском оку топле боје се чине ближима, а хладне даљима, иако се налазе на истој удаљености одока. Просторне вредности су понајбоље искористили сликари у уметности (колористичка перспектива), а посебно фовисти.

## Својства боја
Боја има различита својства: хроматска, тонска и контрастна. Основна су својства (карактеристике) сваке боје њен тон (зависи од фреквенцији емитованог односно рефлектованог зрачења), сјајност (зависи од јачине или интензитета зрачења) и засићеност (зависи од чистоће боје, то јест од додатка црне или беле примесе).
Мешањем појединих боја спектра добивају се различити тонови, то јест нове, друге боје. Мешањем две боје којима положај у спектру није удаљен настаје боја која лежи између њих (на пример наранџаста боја добијена мешањем црвене и жуте). Као резултат мешања неких боја удаљених у спектру (комплементарних, на пример љубичасте и жуте) настаје бела боја. Ако се чисте, хроматске боје, мешају са белом, добивају се јасне, светле боје; ако се мешају с црном, настају тамне, загасите боје.
Израђени су различити системи за класификацију појединих нијанси боја (Оствалдова скала, Манселова спецификација боја), који се примењују у природним наукама, за декорације и друго. Према теорији Томаса Јанга и Хермана фон Хелмхолца, људско око има три одвојена рецептора осетљива за три основне боје (црвено, зелено и плаво), а осећај боје настаје суперпозицијом та три основна осећаја; према томе, нормално је око полихроматично. Дихроматично око је осетљиво за две боје, а монохроматично за једну боју (слепоћа за боје је далтонизам).
Поједине боје имају различито психофизиолошко деловање, па се деле на топле (црвена, наранџаста, жута) и хладне (плава, љубичаста). Плави амбијент смирује, а црвени стимулише и узбуђује. Гете је поделио боје на позитивне и негативне; љубичасту боју повезивао је с весељем, црвену с моћи, модру с миром и хладноћом, зелену с привлачењем, тамножуту са смешним, светложуту с племенитим. Две или више боја заједно могу изазвати осећај хармоније. Одабирање и комбиновање складних боја важно је како у ликовној уметности, тако и у индустријском обликовању, декорацији просторија, изради одеће и многих производа намењених широкој потрошњи.

### Боје и прозирност тела
Када зраци светлости свих боја падну на површину тела, они се делимично одбијају, а делимично продиру у тело. Ако површина одбија све зраке беле светлости који на њу падају у истом износу, таква се површина назива савршено белом површином. Површина која све зраке које на њу падају апсорбује, и ништа не бива рефлектовано, зове се савршено црна површина. Ако површина одбија само један део зрака беле светлости која на њу пада, а други пропушта у тело, онда површина изгледа обојено. Њена боја одговара смеси оних обојених зрака које површина одбија. Таква је на пример боја цвећа, тканина и разних других непрозирних тела.
Ако тело пропушта све зраке које на њега падају, оно се зове прозирним телом. Потпуно прозирних тела нема. Постоји само прозирност за зраке одређене таласне дуљине. Једно те исто физичко тело може бити прозирно за једне зраке, а непрозирно за друге. Огледи показују да су вода, лед и стакло прозирни за видљиве, а скоро непрозирни за све невидљиве зраке. Камена со, угљен дисулфид и озон прозирни су за видљиве и инфрацрвене зраке, а непрозирни за ултраљубичасте зраке. Кварц је прозиран за ултраљубичасте зраке.

### Хроматска својства
Боје се према хроматским својствима деле на шарене и нешарене, тј. хроматске и ахроматске (неутралне). Шарене или хроматске боје су све оне које се налазе унутар сунчевог спектра, а нешареним или ахроматским припадају црна, бијела и сиве, које се такође називају „небоје“.
Боје које се налазе унутар сунчевог спектра се деле на:
- Примарне или основне боје
- Секундарне боје
- Терцијарне боје

#### Примарне или основне боје
Црвена, плава и жута спадају у примарне или боје првог реда. Међусобним мешањем ове три боје добијају се све остале.

#### Секундарне боје
Боје другог уреда, или секундарне боје, добијају се када се помешају две основне (примарне) боје у мери 1:1 тако да, у секундарној боји постоје две примарне (основне) боје.
1. црвена + плава = љубичаста
2. плава + жута = зелена
3. жута + црвена = наранџаста

Тако произлази да су наранџаста, зелена и љубичаста боје другог реда.

#### Терцијарне боје
У боје трећег реда, или терцијарне боје, убрајају се све остале нијансе боја које настају мешањем једне основне (примарне) и једне секундарне боје у различитим мерама. Делимо их на чисте и неутралне.

### Тонска својства
Додавањем ахроматских боја, беле или црне, некој другој боји настаје тоналитет боја. Тоналитет је количина светла у некој боји. Бела и црна, мешане са неком хроматском бојом мењају њен тоналитет или, боље речено, чине је светлијом или тамнијом.

#### Ахроматски тонови
Ахроматски тонови настају као резултат мешања ахроматских боја, чиме настаје сива. Њих представљају све нијансе сиве боје.

#### Светли хроматски тонови
Светли хроматски тонови настају додавањем беле у чисту боју.

#### Загашени хроматски тонови
Загашени хроматски тонови настају додавањем црне у чисту боју.

#### Мутни хроматски тонови
Настају мешањем сиве и чисте боје.

#### Терцијарни чисти и неутрални тонови
Терцијарни чисти тонови подразумевају све нијансе боје који се добијају, на пример, мешањем жуте и црвене у различитим размерама, осим наранџасте, која је секундарна боја. Исто важи и за све остале комбинације основних боја.
Неутрални терцијарни тонови су резултат мешања једне основне и једне секундарне боје. На пример, када се жута потамни љубичастом или наранџаста плавом настају неутрални тонови трећег реда.

### Деградација боје
Деградацијом боје постижу се тонске вредности боје. Било која чиста боја поседује колористичку јачину, интензитет и жаркост. Додавањем црне и беле у чисту боју губе се те вредности. Тај феномен се назива деградација боје.

## Пигментне боје као материјал у ликовној уметности
Под именом пигментних боја се подразумевају боје, речено сликарским речником, разнобојне прашкове материје које сачињавају елементарну сировину за прављење уметничких боја. Ове боје се налазе у природи или су хемијски производи и према томе се деле на природне боје или земљане боје и хемијске боје које су добијене хемијским поступцима.
Природне боје се називају боје од разнобојне земље које су настале као продукт распадања стене и минерала. Ове боје пре употребе треба прерадити што данас чине фабрике боја, путем испирања водом, таложењем, сушењем, млевењем или просејавањем.
Хемијске боје настају као резултат хемијског процеса при чему се од два раствора добија талог који се испира, затим се суши, меље и просејава, те у виду разнобојног прашка долази у сликарство као сировина за прављење уметничких боја.
Пигментне боје се деле на основне боје и помоћне боје. Помоћне боје су „небоје” бела и црна. Комбиноване боје су оне боје које су настале комбиновањем основних боја. Оне могу бити уметничке боје и боје за кречење. Боје за кречење су боје којима се додаје гипс или каолин да би се добиле веће количине боје и користе се за студије или за кречење и друге примењене сврхе.

## Боје за текстил
Боје на текстилу носе богатство значења насталих у складу са културним, друштвеним и естетским нормама. Још од неолита, па до средине 19. века за бојење текстила користиле су се најчешће боје органског порекла које су се правиле од различитих биљака и ређе од инсеката. Спорадично су се користиле и неорганске, направљене од минерала.
Занатско бојење текстила појавило се у античком периоду. У средњем веку Бојаџијски занат постао је веома значајан. У том периоду у текстилним центрима Европе је успостављена екстензивна производња сировина за бојење текстила. Ове сировине биле су значајна роба којом се радо трговало. Открићем Америке у 15. веку долази до великих промена и на тржишту се појављују јефтиније сировине. Године 1856. британски хемичар Вилијам Перкин патентирао је прву синтетичку боју за текстил и од тада се природне боје постепено повлаче из употребе.

### Сировине за добијање природних боја за текстил
- За добијање црвене боје најчешће се употребљавао броћ (Rubia tinctorum), кана (Lawsonia inermis) и неке врсте биљних ваши, какве су кермез (Kermes vermilo) и кошенил (Dactylopius coccus).
- За добијање зелене боје користила се коприва (Urtica dioica), гавез (Symphytum officinale), детелина (Trifolium sp.), бреза (Betula pendula), дивља јабука (Malus sylvestris), парадајз (Solanum lycopersicum), паприка (Capsicum annuum), кисело дрво (Ailanthus altissima), кантарион (Hypericum perforatum), подбел (Tussilago farfara), орах (Juglans regia), дуња (Cydonia oblonga), различите врсте јасенова (Fraxinus sp.).
- За црну се употребљавао орах, јасен, кисело дрво (Ailanthus altissima), црна јова (Alnus glutinosa), домаћа шљива (Prunus domestica), жешља (Acer tataricum), вранилова трава (Origanum vulgare), зечји трн (Ononis spinosa).
- За смеђу боју користио се орах, вишња (Prunus cerasus), сирак (Sorghum sp.), багрем (Robinia pseudoacacia), штаваљ (Rumex crispus), различити брестови (Ulmus sp.), гавез, црна зова (Sambucus nigra), дуња, шљива, бело грожђе (Vitis vinifera), кантарион, мајске руже (Rosa sp.), бреза.
- За добијање жуте боје користио се шафран (Crocus sativus), жути катанац, (Reseda lutea), велика жутиловка (Genista tinctoria), шафраника (Carthamus tinctorius), кана, руј (Cotinus coggygria), српак (Serratula tinctoria), зановет (Cytisus nigricans), млечике (Euphorbia sp.), јасенови, дуња, паприка, бресква (Prunus persica), бели дуд (Morus alba), различите липе (Tilia sp.), домаћа јабука (Malus domestica), црни лук (Allium cepa), главоч (Echinops bannaticus), бреза, гавез, дивљи сирак (Sorghum halepense).
- За добијање плаве боје најчешће се користила биљка индиго или чивит (Indigofera tinctoria) пореклом из Азије, али и европски сач (Isatis tinctoria).[12]

## Везива за боје
Везива за боје су они материјали у сликарству који после испарења својих растварача или своје течне стране прелазе у чврсто стање и везују се у себи као и за подлогу за коју приону.
Везива за боје могу бити минерална, као на пример креч, или органска као гумирабика, смола са воћа, декстрин, мед, шећер, на чијим лепљивим особинама почива углавном акварел и гваш, затим казеин, сирово кокошије јаје, као и сушива уља која су спојна средства новијег датума. Сушивост уља почива на његовој особини да део испари а део пређе у чврсто стање и у томе преласку уље у чврсто стање које је једна сложена материја почива његова лепљивост и употреба као везиво за боје у уљаном сликарству.
Везива за боје су восак, туткало, казеин, гуми арабикум, трагант, мед, штирак, декстрин, гашени креч, кречно млеко, итд.

## Порекло речи у српском језику
Реч боја потиче из турског језика (boya - што означава боју као материјал, фарбу). Оригинална, давно заборављена, словенска реч која је означавала овај термин у српском језику је цвет/цвјат.
Боје као материјал могу бити: сликарске (уљане, водене, темпере, дрвене боје, туш у боји...), молерске или грађевинарске (фарба), столарске, боје за метал (фарба), боје за текстил...